# 벤조싸이아졸
벤조싸이아졸(영어: benzothiazole)은 벤젠 고리와 싸이아졸 고리가 융합된 두 개의 고리 구조를 특징으로 하는 분자식이 C7H5NS인 방향족 헤테로고리 화합물이다. 벤조싸이아졸은 무색의, 약간의 점성이 있는 액체이다. 모체 화합물인 벤조싸이아졸 자체는 널리 사용되지 않지만, 많은 벤조싸이아졸 유도체들은 상업용 제품이나 자연에서 발견된다. 반딧불이 루시페린은 벤조싸이아졸의 유도체로 간주될 수 있다.

## 구조 및 제조
벤조싸이아졸은 벤젠 고리에 융합된 5원자 1,3-싸이아졸 고리로 구성된다. 두 개의 고리 구조의 9개의 원자 및 부착된 치환기들은 동일 평면 상에 있다.
벤조싸이아졸은 2-아미노싸이오페놀을 염화 아실로 처리하여 제조된다.
C6H4(NH2)SH  +  RC(O)Cl  →   C6H4(NH)SCR  +  HCl  +  H2O

## 용도
이러한 헤테로고리 골격은 싸이아졸 고리의 독특한 메틴 중심에서 쉽게 치환된다. 벤조싸이아졸은 싸이오플라빈과 같은 염료에 여러 번 도포한 열적으로 안정한 전자 구인성 부분이다. 일부 약물(예: 리루졸, 프라미펙솔)들은 벤조싸이아졸 부분을 포함하고 있다. 벤조싸이아졸은 자연에서도 발견된다. 고무의 가황법은 2-머캅토벤조싸이아졸을 기본으로 한다. 벤조싸이아졸 고리는 비선형 광학에서 잠재적 구성 요소이다. 벤조싸이아졸은 살충제 및 식품 향료로도 사용된다.

## 같이 보기
- 싸이아졸
- 벤즈옥사졸 – 황 원자가 산소 원자로 치환됨.